# Paul Einhorn
Paul Einhorn (Eckau, ca. 1590 - Mittau, 26 de agosto de 1655), también referido por su nombre en latín, Paulus Unicornius, fue un pastor luterano y cronista letón. A partir de 1636 fue nombrado superintendente de Curlandia e hizo diferentes publicaciones sobre la historia de Letonia, el idioma letón y la mitología letona.

## Biografía

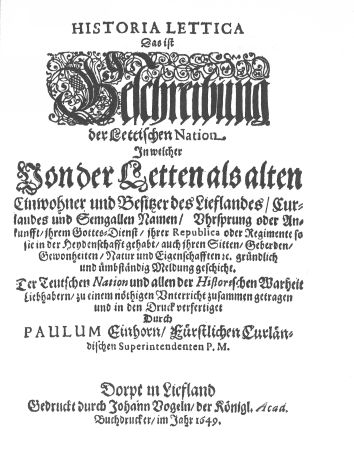
Portada de Historia Lettica

Paul Einhorn nació en 1590 en Eckau, en la región histórica de Semigalia, en los actuales territorios de la República de Letonia, proveniente de una familia de alemanes del Báltico. Su padre, quien se llamaba igual que él, fue pastor evangélico luterano en dicha localidad. Entre 1611 y 1613, ingresó a la Universidad de Greifswald para realizar sus estudios sobre teología evangélica, para luego continuar con los mismos estudios en 1614 en la Universidad de Königsberg, para finalmente complementarlos en la Universidad de Rostock, donde habían estudiado teología su padre y su abuelo paterno, Alexander Einhorn. En 1621, Paul fue ordenado pastor. Inicialmente fue pastor en Grenzhof y desde 1634 uno de los primeros predicadores de la congregación de habla alemana en Mitau. En 1636 fue nombrado superintendente y, por tanto, clérigo principal del Ducado de Curlandia y Semigalia, cargo que ya había ocupado su abuelo, Alexander Einhorn, entre 1570 y 1575. En 1645 participó en la Discusión Religiosa de Thorn, en la actual ciudad polaca de Torún, como representante de Curlandia, enviado por el Duque Jacobo Kettler.
Publicó varias obras en alemán, latín y letón. En sus publicaciones, Einhorn condenó fuertemente la superstición de los pueblos nativos letones y es el autor de la Historia Lettica en lengua alemana, que publicó en 1649. En esta obra fue el pionero en describir la historia, la lengua y la mitología letonas en detalle. En sus publicaciones también se basó en las observaciones realizadas por su abuelo Alexander Einhorn. Influenciado por la ortodoxia luterana y sesgado por las opiniones contemporáneas sobre el paganismo en el siglo xvii, especialmente respecto a las creencias populares letonas, sus declaraciones sobre este tema deben tratarse con cautela y apelando a la alta crítica, al estar apegadas a la moral evangélica de aquella época. 
Murió el 28 de agosto de 1655 mientras predicaba en el púlpito.

## Obras
- Refutaciones de la idolatría y de las vanas supersticiones que antiguamente surgieron de la idolatría pagana en este país, y que han permanecido en uso hasta ahora. Riga 1627.
- Reformatio gentis Letticae en Ducatu Curlandiae. Schröder, Riga 1636.
- Historia Lettica: Esta es una descripción de la nación letona. En el que se describe a los letones, como antiguos habitantes y dueños de Livonia, Curlanda y Semigalia, su nombre, origen o llegada, su servicio religioso, su república o regimientos como los tenían en las tierras paganas, así como sus costumbres, comportamiento, hábitos, naturaleza y características [etc.] Un informe histórico completo y exhaustivo / para la nación alemana y todos los amantes de la verdad histórica / compilado e impreso para la instrucción necesaria. Vogel, Dorpat 1649.[4]